# Campionato argentino di scacchi
Il Campionato argentino di scacchi (Campeonato argentino de ajedrez) si svolge annualmente in Argentina dal 1921 per determinare il campione nazionale di scacchi.
Fino al 1949 il campionato fu organizzato con la formula del match diretto tra il campione in carica e uno sfidante, normalmente il vincitore del Torneo Major, che si svolgeva nello stesso anno o nell'anno precedente. In alcuni anni il vincitore del Torneo Major era considerato direttamente il campione. Nel 1924 e 1925 il campione in carica venne confermato senza giocare alcun match.
A partire dal 1950 (ad eccezione del 1952, in cui si giocò ancora un match) si è svolto un torneo ad inviti con la formula del girone all'italiana.

## Albo d'oro
| #  | Anno | Città                         | Vincitore          | Note                                                                                                  |
| -- | ---- | ----------------------------- | ------------------ | --- |
| 1  | 1921 | Buenos Aires                  | Damian Reca        | Match con Benito Villegas                                                                             |
| 2  | 1922 | Buenos Aires                  | Benito Villegas    | Match con Damian Reca                                                                                 |
| 3  | 1923 | Buenos Aires                  | Damian Reca        | Match con Benito Villegas                                                                             |
| 4  | 1924 | Buenos Aires                  | Damian Reca        | Senza match                                                                                           |
| 5  | 1925 | Buenos Aires                  | Damian Reca        | Senza match                                                                                           |
| 6  | 1926 | Buenos Aires Rosario La Plata | Damian Reca        | Match con Roberto Grau                                                                                |
| 7  | 1927 | Buenos Aires                  | Roberto Grau       | Match con Damian Reca                                                                                 |
| 8  | 1928 | Buenos Aires                  | Roberto Grau       | Match del 1929 con Isaias Pleci                                                                       |
| 9  | 1929 | Buenos Aires                  | Isaias Pleci       | Match del 1930 con Roberto Grau                                                                       |
| 10 | 1930 | Buenos Aires                  | Isaias Pleci       | Match del 1931 con Virgilio Fenoglio                                                                  |
| 11 | 1931 | Buenos Aires                  | Jacobo Bolbochán   | Match del 1932 con Isaias Pleci                                                                       |
| 12 | 1932 | Buenos Aires                  | Jacobo Bolbochán   | Match con Isaias Pleci                                                                                |
| 13 | 1933 | Buenos Aires                  | Luis Piazzini      | Match con Jacobo Bolbochán                                                                            |
| 14 | 1934 | Buenos Aires                  | Roberto Grau       | Match con Luis Piazzini                                                                               |
| 15 | 1935 | Buenos Aires                  | Roberto Grau       | Match del 1936 con Jacobo Bolbochán                                                                   |
| 16 | 1936 | Buenos Aires, Santa Fe        | Carlos Guimard     | Match del 1937 con Roberto Grau                                                                       |
| 17 | 1937 | Buenos Aires                  | Carlos Guimard     | Match con Jacobo Bolbochán                                                                            |
| 18 | 1938 | La Plata                      | Roberto Grau       | Match del 1939 con Carlos Guimard                                                                     |
| 19 | 1939 | Buenos Aires                  | Carlos Maderna     | Match del 1940 con Roberto Grau                                                                       |
| 20 | 1940 | Buenos Aires La Plata         | Carlos Guimard     | Match del 1941 con Carlos Maderna                                                                     |
| 21 | 1941 | Buenos Aires                  | Hector Rossetto    | Match del 1942 con Carlos Guimard                                                                     |
| 22 | 1942 | Buenos Aires                  | Herman Pilnik      | Senza match (Pilnik vinse il Torneo Major)                                                            |
| 23 | 1943 | Buenos Aires                  | Juan Iliesco       | Senza match: Iliesco fu il 1º class. in gara del Torneo Major, vinto da Gideon Ståhlberg (fuori gara) |
| 24 | 1944 | Nueve de Julio                | Hector Rossetto    | Match con Juan Iliesco                                                                                |
| 25 | 1945 | Bahía Blanca                  | Herman Pilnik      | Match del 1946 con Hector Rossetto                                                                    |
| 26 | 1946 | Buenos Aires                  | Julio Bolbochán    | Senza match (Julio Bolbochán vinse il Torneo Major)                                                   |
| 27 | 1947 | Buenos Aires                  | Hector Rossetto    | Senza match (Hector Rossetto vinse il Torneo Major)                                                   |
| 28 | 1948 | Buenos Aires                  | Julio Bolbochán    | Match con Hector Rossetto                                                                             |
| 29 | 1949 | Buenos Aires                  | Miguel Najdorf     | Match con Julio Bolbochan                                                                             |
| 30 | 1950 | Buenos Aires                  | Carlos Maderna     | Dopo play-off del 1951 con Jacobo Bolbochan ed Enrique Reinhardt                                      |
| 31 | 1951 | Buenos Aires                  | Miguel Najdorf     | |
| 32 | 1952 | Buenos Aires                  | Miguel Najdorf     | Match del 1953 con Ruben Shocron                                                                      |
| 33 | 1953 | Buenos Aires                  | Oscar Panno        | |
| 34 | 1955 | Buenos Aires                  | Miguel Najdorf     | |
| 35 | 1956 | Buenos Aires                  | Raúl Sanguineti    | |
| 36 | 1957 | Buenos Aires                  | Raúl Sanguineti    | |
| 37 | 1958 | Buenos Aires                  | Herman Pilnik      | |
| 38 | 1959 | Buenos Aires                  | Bernardo Wexler    | |
| 39 | 1960 | Buenos Aires                  | Miguel Najdorf     | |
| 40 | 1961 | Buenos Aires                  | Hector Rossetto    | |
| 41 | 1962 | Buenos Aires                  | Raúl Sanguineti    | |
| 42 | 1963 | Buenos Aires                  | Raimundo Garcia    | Dopo spareggio con Samuel Schweber e Klein                                                            |
| 43 | 1964 | Buenos Aires                  | Miguel Najdorf     | |
| 44 | 1965 | Buenos Aires                  | Raúl Sanguineti    | |
| 45 | 1966 | Buenos Aires                  | Miguel Quinteros   | |
| 46 | 1967 | Mar del Plata                 | Miguel Najdorf     | |
| 47 | 1968 | Buenos Aires                  | Raúl Sanguineti    | Dopo spareggio con Schweber                                                                           |
| 48 | 1969 | Buenos Aires                  | Carlos Juarez      | Dopo spareggio con Raimundo Garcia                                                                    |
| 49 | 1971 | Buenos Aires                  | Jorge Rubinetti    | |
| 50 | 1972 | Buenos Aires                  | Hector Rossetto    | |
| 51 | 1973 | Santa Fe                      | Raúl Sanguineti    | Dopo spareggio con Debarnot                                                                           |
| 52 | 1974 | Caseros                       | Raúl Sanguineti    | |
| 53 | 1975 | Buenos Aires                  | Miguel Najdorf     | Dopo spareggio con Oscar Panno                                                                        |
| 54 | 1976 | Buenos Aires                  | Jorge Szmetan      | |
| 55 | 1978 | Buenos Aires                  | Jaime Emma         | Dopo spareggio con Daniel Campora                                                                     |
| 56 | 1980 | Quilmes                       | Miguel Quinteros   | |
| 57 | 1982 | Buenos Aires                  | Jorge Rubinetti    | Dopo spareggio con Hase, Baillo, Bronstein e Campora                                                  |
| 58 | 1983 | Buenos Aires                  | Jorge Goméz Baillo | Dopo spareggio con Marcelo Tempone                                                                    |
| 59 | 1984 | Buenos Aires                  | Gerardo Barbero    | |
| 60 | 1985 | Buenos Aires                  | Oscar Panno        | |
| 61 | 1986 | Buenos Aires                  | Daniel Campora     | |
| 62 | 1987 | Salta                         | Marcelo Tempone    | |
| 63 | 1988 | Buenos Aires                  | Jorge Rubinetti    | |
| 64 | 1989 | Buenos Aires                  | Daniel Campora     | |
| 65 | 1990 | San Luis                      | Guillermo Soppe    | Dopo spareggio con Marcelo Tempone                                                                    |
| 66 | 1991 | Buenos Aires                  | Jorge Rubinetti    | |
| 67 | 1992 | La Plata                      | Oscar Panno        | |
| 68 | 1993 | Rosario                       | Hugo Spangenberg   | |
| 69 | 1994 | Buenos Aires                  | Pablo Ricardi      | |
| 70 | 1995 | Sáenz Peña                    | Pablo Ricardi      | |
| 71 | 1996 | Sáenz Peña                    | Pablo Ricardi      | |
| 72 | 1997 | Buenos Aires                  | Guillermo Malbran  | |
| 73 | 1998 | Villa Martelli                | Pablo Ricardi      | |
| 74 | 1999 | Buenos Aires                  | Pablo Ricardi      | |
| 75 | 2000 | Buenos Aires                  | Ariel Sorin        | |
| 76 | 2001 | Pinamar                       | Ruben Felgaer      | Dopo spareggio con Fernando Peralta                                                                   |
| 77 | 2002 | Buenos Aires                  | Martin Labollita   | Dopo spareggio con Slipak                                                                             |
| 78 | 2003 | Caseros                       | Guillermo Soppe    | |
| 79 | 2004 | Buenos Aires                  | Ariel Sorin        | |
| 80 | 2005 | Los Polvorines                | Diego Flores       | Dopo spareggio con Pablo Ricardi                                                                      |
| 81 | 2006 | San Luis                      | Fernando Peralta   | |
| 82 | 2007 | Mendoza                       | Rubén Felgaer      | |
| 83 | 2008 | La Plata                      | Rubén Felgaer      | |
| 84 | 2009 | La Plata                      | Diego Flores       | |
| 85 | 2010 | Buenos Aires                  | Rubén Felgaer      | |
| 86 | 2011 | La Plata                      | Martìn Lorenzini   | |
| 87 | 2012 | Villa Martelli                | Diego Flores       | |
| 88 | 2013 | Resistencia                   | Diego Flores       | Spareggio rapid e blitz con Fernando Peralta[1]                                                       |
| 89 | 2014 | Sáenz Peña                    | Rubén Felgaer      | Spareggio rapid con Federico Pérez Ponsa[2]                                                           |
| 90 | 2015 | Villa Martelli                | Sandro Mareco      | |
| 91 | 2016 | Villa Martelli                | Diego Flores       | |
| 92 | 2017 | Ramos Mejía                   | Diego Flores       | |
| 93 | 2018 | Villa Martelli                | Fernando Peralta   | |
| 94 | 2019 | Tigre                         | Diego Flores       | |
| 95 | 2020 | Villa Martelli                | Fernando Peralta   | |
| 96 | 2021 | Buenos Aires                  | Federico Perez     | |
| 97 | 2022 | Bariloche                     | Fernando Peralta   | |
| 98 | 2023 | Buenos Aires                  | Fernando Peralta   | |

## Campionato argentino di scacchi femminile[3]
| #       | Anno | Cittá                                | Vincitore                     | Note                             |
| ------- | ---- | ------------------------------------ | ----------------------------- | -------------------------------- |
| I       | 1938 | Buenos Aires                         | Dora Trepat                   | 2° María Villegas                |
| II      | 1939 | Buenos Aires                         | Dora Trepat                   | 2° María Angélica Berea          |
| III     | 1940 | Buenos Aires                         | Dora Trepat                   | 2° Salomé Reischer               |
| IV      | 1941 | Buenos Aires                         | Dora Trepat                   | 2° Josefina González Vega        |
| V       | 1942 | Buenos Aires                         | Dora Trepat                   | 2° Electra Bilbao                |
| VI      | 1948 | Buenos Aires                         | Paulette Schwartzmann         |                                  |
| VII     | 1949 | Buenos Aires                         | Paulette Schwartzmann         |                                  |
| VIII    | 1950 | Buenos Aires                         | Paulette Schwartzmann         |                                  |
| IX      | 1951 | Buenos Aires                         | Maria Angelica Berea          | 2° Dora Trepat                   |
| X       | 1952 | Buenos Aires                         | Dora Trepat                   | 2° María V de Bartís             |
| XI      | 1953 | Buenos Aires                         | Celia Baudot                  | 2° Dora Trepat                   |
| XII     | 1954 | Buenos Aires                         | Soledad Gonzalez              | 2° María V de Bartís             |
| XIII    | 1955 | Buenos Aires                         | Odile Helbronner              | 2° María V de Bartís             |
| XIV     | 1956 | Buenos Aires                         | Soledad González              | 2° María Angélica Berea          |
| XV      | 1957 | Buenos Aires                         | Celia Baudot                  | 2° María Angélica Berea          |
| XVI     | 1958 | Buenos Aires                         | Celia Baudot                  | 2° Carmen Soto                   |
| XVII    | 1959 | Buenos Aires                         | Dora Trepat                   | 2° Soledad González              |
| XVIII   | 1960 | Buenos Aires                         | Dora Trepat                   | 2° Aída Karguer                  |
| XIX     | 1961 | Buenos Aires                         | Aida Karguer                  | 2° Dora Trepat                   |
| XX      | 1962 | Buenos Aires                         | Celia Baudot                  | 2° Aída Karguer                  |
| XXI     | 1963 | Buenos Aires                         | Celia Baudot                  | 2°Soledad González               |
| XXII    | 1964 | Buenos Aires                         | Dora Trepat                   | 2° Maria V Bartis                |
| XXIII   | 1965 | Buenos Aires                         | Aida Karguer                  | 2° Celia Baudot                  |
| XXIV    | 1968 | Buenos Aires                         | Celia Baudot                  | 2° Silvia Kot                    |
| XXV     | 1969 | S.M.de Tucumán                       | Aida Karguer                  | 2° Julia Arias                   |
| XXVI    | 1971 | Río Ceballos (Córdoba)               | Aida Karguer                  | 2° Silvia Kot                    |
| XXVII   | 1974 |                                      | Julia Arias                   |                                  |
| XXVIII  | 1975 | Mar del Plata (Buenos Aires)         | Julia Arias                   | 2° Alejandra Tadei               |
| XXIX    | 1976 | Buenos Aires                         | Julia Arias                   | 2° Edith Soppe                   |
| XXX     | 1977 |                                      | Julia Arias                   |                                  |
| XXXI    | 1978 |                                      | Virginia Justo                |                                  |
| XXXII   | 1979 | Rafaela (Santa Fé)                   | Edith Soppe                   | 2° Virgina Juato                 |
| XXXIII  | 1980 | Quilmes (Buenos Aires)               | Edith Soppe                   | 2° Julia Arias                   |
| XXXIV   | 1981 | Mendoza                              | Edith Soppe                   | 2° Liliana Burijovich            |
| XXXV    | 1982 | Posadas (Misiones)                   | Virginia Justo                | 2° Marina Rizzo                  |
| XXXVI   | 1983 | S.S. de Jujuy                        | Virginia Justo                | 2° Ada Vaschetti                 |
| XXXVII  | 1984 | Mendoza                              | Virginia Justo                | 2° Marina Rizzo                  |
| XXXVIII | 1985 | San Justo (Buenos Aires)             | Claudia Amura                 | 2° Carla Herrera                 |
| XXXIX   | 1986 | R.de Escalada (Buenos Aires)         | Liliana Burijovich            | 2° Claudia Amura                 |
| XL      | 1987 | Lib.Gral.San Martín, Ledesma (Jujuy) | Claudia Amura                 | 2° Sandra Villegas               |
| XLI     | 1988 | Buenos Aires                         | Claudia Amura                 | 2° Liliana Burijovich            |
| XLII    | 1989 | Buenos Aires                         | Claudia Amura                 | 2° Liliana Burijovich            |
| XLIII   | 1990 |                                      | Liliana Burijovich            |                                  |
| XLIV    | 1991 |                                      | Liliana Burijovich            |                                  |
| XLV     | 1992 |                                      | Sandra Villegas               | 2° Liliana Burijovich            |
| XLVI    | 1993 |                                      | Mariana Cheratti              | 2° Laura Herrera                 |
| XLVII   | 1994 |                                      | Gabriela Lopez                |                                  |
| XLVIII  | 1995 |                                      | Elisa Maggiolo                |                                  |
| XLIX    | 1996 |                                      | Sandra Villegas               | 2° Elisa Maggiolo                |
| L       | 1997 | Cutral-Có (La Pampa)                 | Elisa Maggiolo                | 2° Laura Herrera                 |
| LI      | 1998 | Cutral-Có (La Pampa)                 | Sabrina Hernandez             | 2° Laura Herrera                 |
| LII     | 1999 | Concepción del Uruguay (Entre Ríos)  | Liliana Burijovich            | 2° Marisa Zuriel                 |
| LIII    | 2000 | Buenos Aires                         | Carolina Lujan                | 2° Elisa Maggiolo                |
| LIV     | 2001 | Tandil (Buenos Aires)                | Carolina Lujan                | 2° Elisa Maggiolo                |
| LV      | 2002 | Esperanza (Santa Fé)                 | Anahi Meza                    | 2° Liliana Burijovich            |
| LVI     | 2003 | Villa Carlos Paz (Córdoba)           | Liliana Burijovich            | 2° Laura Herrera                 |
| LVII    | 2004 |                                      | Carolina Lujan                | 2° Sandra Malajovich             |
| LVIII   | 2005 | Sierra de la Ventana (Buenos Aires)  | Marisa Zuriel                 | 2° María Belén Sarquis           |
| LIX     | 2006 | Villa Martelli (Buenos Aires)        | Carolina Lujan                | 2° Liliana Burijovich            |
| LX      | 2007 | Buenos Aires                         | Maria de los Angeles Plazaola | 2° Sandra Malajovich             |
| LXI     | 2008 | Buenos Aires                         | Maria de los Angeles Plazaola | 2° Stephanie Amed                |
| LXII    | 2009 | Puan (Buenos Aires)                  | Maria Florencia Fernandez     | 2° Ayelen Martínez               |
| LXIII   | 2010 | Buenos Aires                         | Maria de los Angeles Plazaola | 2° Marisa Zuriel                 |
| LXIV    | 2011 | Buenos Aires                         | Ayelen Martinez               | 2° María de los Angeles Plazaola |
| LXV     | 2012 | Villa Martelli (Buenos Aires)        | Marisa Zuriel                 | 2° Ayelén Martínez               |
| LXVI    | 2013 | Estancia Grande (San Luis)           | Maria Florencia Fernandez     | 2° Carolina Luján                |
| LXVII   | 2014 | Villa Martelli (Buenos Aires)        | Claudia Amura                 | 2° María Florencia Fernández     |
| LXVIII  | 2015 | Buenos Aires                         | Carolina Lujan                | 2° Claudia Amura                 |
| LXIX    | 2016 | Villa Martelli (Buenos Aires)        | Ayelen Martinez               | 2° Claudia Amura                 |
| LXX     | 2017 | Buenos Aires                         | Maria Florencia Fernandez     | 2° Ayelén Martínez               |
| LXXI    | 2018 | Ushuaia (Tierra del Fuego)           | Maria Florencia Fernandez     | 2° Ayelén Martínez               |
| LXXII   | 2019 | Buenos Aires                         | Anapaola Borda                |                                  |
| LXXIII  | 2022 | La Punta (San Luis)                  | Maria Florencia Fernandez     | Candela Francisco Guecamburu     |
| LXXIV   | 2023 | Buenos Aires                         | Maria Jose Campos             | 2° Milagros Tatiana Brizzi       |

## Campionato argentino di scacchi per corrispondenza
Fondata nel 1945, la Lega argentina di scacchi per corrispondenza (LADAC) organizza i campionati nazionali di questa modalitá.  Eduardo Saglione lo vinse 4 volte e Carlos Rinaldi 3 volte.  Rivediamo l'elenco dei campioni:
| #  | Anni      | Vincitore             |
| -- | --------- | --------------------- |
| 1  | 1955-1957 | Jorge Pelikan         |
| 2  | 1953-1955 | Eduardo Secchi        |
| 3  | 1963-1966 | Bartolomé Marcussi    |
| 4  | 1968-1970 | Miguel Rivas          |
| 5  | 1972-1974 | Alejandro Arregui     |
| 6  | 1976-1978 | Enrique Arguiñariz    |
| 7  | 1978-1980 | Manuel Pereyra        |
| 8  | 1980-1982 | Anselmo Badenes       |
| 9  | 1982-1984 | Carlos Rinaldi        |
| 10 | 1984-1986 | Carlos Rinaldi        |
| 11 | 1987-1989 | Pedro Lopepé          |
| 12 | 1988-1990 | Carlos Sella          |
| 13 | 1991-1996 | Alberto Maltz         |
| 14 | 1994-1998 | Raúl Grosso           |
| 15 | 1997-2000 | Rubén Berdichesky     |
| 16 | 2000-2002 | Guillermo Etchechoury |
| 17 | 2003-2005 | Carlos Rinaldi        |
| 18 | 2005-2007 | Sergio Díaz           |
| 19 | 2006-2008 | Roberto Jacquin       |
| 20 | 2007-2009 | Eduardo Saglione      |
| 21 | 2008-2010 | Sergio Díaz           |
| 22 | 2009-2011 | Eduardo Saglione      |
| 23 | 2010-2012 | Juan Tossutti         |
| 24 | 2011-2013 | Ricardo Macayo        |
| 25 | 2012-2014 | Juan Tossutti         |
| 26 | 2013-2015 | Juan Enricci          |
| 27 | 2014-2016 | Alfredo Civitillo     |
| 28 | 2015-2017 | Eduardo Saglione      |
| 29 | 2016-2018 | Eduardo Saglione      |
| 30 | 2017-2019 | Victor Barría         |
| 31 | 2018-2020 | Jorge Deforel         |
| 32 | 2019-2021 | Carlos Vieites        |
| 33 | 2020-2022 | Valentin Costa Trillo |
| 34 | 2021-2023 | Alfredo Civitillo     |
| 35 | 2022-2024 | Carlos Vieites        |